# Equus lasallei
Equus lasallei es un mamífero perisodáctilo extinto de la familia Equidae y del género Equus que vivió en el Pleistoceno de América del Sur. Su tamaño era inferior al caballo doméstico actual.

## Distribución
Habitó en la sabana de Bogotá, Colombia.

## Características
De E. lasallei se carece aún de las características de su  esqueleto apendicular, pues sólo se conoce su cráneo, el cual es alto y alargado, con un tamaño enorme, el más grande encontrado en los équidos de América del Sur. El diastema es largo y el rostro es alargado, los cóndilos occipitales se presentan unidos; los dientes superiores muestran un amplio desarrollo de las fosetas, mientras que los pliegues del esmalte exhiben un patrón complejo. Los dientes inferiores son más grandes buco-lingualmente con respecto a las otras especies.

## Hábitos y causas de su extinción
Seguramente habitaban en espacios abiertos de estepas, praderas, o sabanas, en pequeños grupos que pastarían siempre atentos al peligro que representaban los variados predadores carnívoros. Su dieta era herbívora.
Vivió hasta el final del Pleistoceno o el Holoceno temprano, por lo que convivió durante algunos milenios con las primeras oleadas humanas llegadas a América del Sur, es decir los primitivos amerindios. Estos, según los especialistas, ejercieron una presión cazadora que podría haber afectado su equilibrio poblacional, lo que podría ser una de las causas de su extinción.

## Taxonomía
Equus lasallei fue descrito sobre la base de un cráneo colectado por el hermano Daniel.
integra el género Equus, y dentro de él, el subgénero Amerhippus, el cual agrupa a las 5 paleoespecies de dicho género que vivieron en el Pleistoceno de América del Sur.
Este taxón intermedio fue creado primeramente como género por el paleontólogo francés Robert Hoffstetter en el año 1950. Dos años después, en 1952, lo transfiere como subgénero de Equus.
El biocrón de este subgénero cubre el lapso Ensenadense-Lujanense. Se distribuyó desde Colombia hasta la provincia de Buenos Aires, en el centro de la Argentina.